# ОФК Загорец (Нова Загора)
ФК Загорец е български футболен клуб от град Нова Загора. Отборът се състезава в Югоизточната група на Трета аматьорска футболна лига. Играе мачовете си на градския стадион „Загорец“ („Костадин Донски“), който е с капацитет от 5069 места.
В досегашната си история Загорец има общо 4 сезона в Б група, като най-доброто постижение на клуба е през 1982/83, когато финишира на 3-то място в крайното класиране.

## История
Футболът в Нова Загора води официално своето начало от 1921 г., когато в града е основан първият футболен отбор - „Тича“. Той се приема за предшественик на днешния клуб. На следващата година е основан и ФК „Тракиец“. Появяват се също „Загорец“, „Бенковски“ и други.
През 1944 г. стартират поредица от промени. Създадени са физкултурни дружества, най-известно от които е „Ботев“. На 29 януари 1946 г. то, заедно с „Юнак“, формират „Ботев-Юнак 45“, което малко по-късно е преименувано на „Ботев“, а след това - на „Петко Енев“. На 9 юни 1947 г. „Петко Енев“ се обединява с „Локомотив“. Същата година ФД „Петко Енев-Локомотив“ става „Динамо“. В края на 1949 г. са учредени няколко доброволни спортни организации на ведомствен принцип. През 1957 г., след поредната реформа, те се вливат в ДФС „Загорец“.
През 1972 г. Загорец печели за първи път правото да участва в Южната Б група, където обаче остава само един сезон. През 1972/73 завършва на последното 18-о място след 9 победи, 5 равенства и 20 загуби.
В началото на 80-те години на ХХ век клубът отчита най-силния период в досегашната си история. През сезон 1981/82 Загорец завършва на 1-во място в Югоизточната В група и се завръща във втория ешелон след 9-годишна пауза. През следващата кампания 1982/83 като новак в Южната Б група отборът се представя отлично. Финишира на 3-то място в крайното класиране след Берое и Локомотив (Пловдив), като това е най-доброто постижение в клубната история на Загорец. Сред основните футболисти в отбора по това време са Васил Сантуров, Христо Белездров, Стоян Гурков, Цонко Тодоров, Николай Бъчваров, Адриян Павлов. През сезон 1983/84 обаче тимът не успява да запази мястото си във втория ешелон. Класира се на 13-о място от 18 отбора, но изпада, тъй като от 1984/85 е оформена единна Б група.
21 години по-късно Загорец печели за трети път в клубната си история промоция за професионалния футбол. Отборът участва в Източната Б група през сезон 2005/06, но записва едва 3 победи в 26-те мача. Завършва на последното 14-о място и се завръща в третия ешелон.
През сезон 2020/2021 г. отборът отстранява Хебър 1918 (Пазарджик) с 2:1 в двубой от предварителния кръг на Купата на България. В следващия кръг от турнира за Купата на България Загорец се изправя срещу носителя на купата от сезон 2019/2020 г. Локомотив Пловдив. Срещата се играе в Нова Загора като „Загорец“ се предствавя достойно и в редовното време резултата завършва 2:2, но в продълженията отстъпва с 2:4.

## Известни футболисти
- Васил Сантуров
- Георги Шейтанов
- Стефан Атанасов
- Иван Михнев
- Георги Георгиев
- Костадин Стоянов
- Пламен Крумов
- Орлин Орлинов
- Иван Петков
- Боян Панайотов
- Красимир Милков – Бижутера
- Иван Стоянов
- Коста Янев